# دی‌متیل‌تریپتامین
دی‌ام‌تی (DMT) یک مولکول تریپتامین است که به صورت طبیعی در بسیاری از گیاهان، جانوران و همچنین انسان یافت می‌شود. این مولکول با نام کامل اِن، اِن-دی‌متیل‌تریپتامین (به انگلیسی: N,N-Dimethyltryptamine) روان‌گردان قدرتمندی است که در آیین فرهنگ‌های آمریکای جنوبی و در مراسم مذهبی برای اهداف شمانیک استفاده می‌شود و روان‌گردان اصلی در معجون آیاهواسکا به حساب می‌آید. دی‌ام‌تی در فرهنگ عامه و از سوی برخی از دانشمندان تحت نام «مولکول روح» شناخته شده‌است و برای اولین بار در سال ۱۸۵۱ توسط دانشمندان غربی یافت شد و سنتز شیمیایی آن در سال ۱۹۳۱ توسط شیمی‌دان کانادایی ریچارد منسکه انجام شد. اگرچه قبیله‌های بومی آمازون بیش از چند قرن پیش با آن آشنایی داشتند و از آن استفاده می‌کردند.
ساختار شیمیایی این ترکیب شباهت زیادی به سروتونین که انتقال دهنده عصبی محسوب می‌شود و به هورمون شادی نیز معروف است، دارد.
ساخت و فروش دی‌ام‌تی در بیشتر کشورها غیرقانونی است.
اثر دی‌ام‌تی روی مغز بسیار سریع پس از مصرف ظاهر می‌شود که بسیار شدید بوده و طول آن نسبتاً کوتاه است. به همین دلیل در طول دهه ۱۹۶۰ در ایالات متحده از آن به عنوان «سفر تجاری» یاد می‌شد، زیرا مصرف‌کننده می‌تواند یک تجربه کامل روانگردان را در زمان بسیاری کمتری نسبت به ترکیب‌های دیگر همانند ال‌اس‌دی یا مجیک ماشروم داشته باشد. دی‌ام‌تی را می‌توان به صورت تنفسی (برای مثال تبخیر همراه با ماری‌جوانا)یا خوراکی استفاده کرد و اثرات آن به مقدار و نحوهٔ مصرف آن بستگی دارد. تأثیر آن در صورت استنشاق یا تزریق حدود ۵ تا ۱۵ دقیقه خواهد بود. اگر خورده یا نوشیده شود، اثرات آن می‌تواند بیش از ۳ ساعت طول بکشد که فقط در صورتی امکان‌پذیر است که پیش از آن یا در هنگام آن از بازدارنده‌های مونوآمین اکسیداز استفاده شود زیرا دی‌ام‌تی در اثر عبور اول بسیار سریع توسط آنزیم‌های مونوآمین اکسیداز بدن دفع می‌شود؛ این روش از سوی بسیاری از قبایل بومی آمازون به صورت آیین استفاده می‌شود. دی‌ام‌تی تجربیات عرفانی واضحی را در پی دارد که شامل سرخوشی و توهمات پویا از اشکال هندسی، هوش عاطفی، هوش فرامرز، الف‌ها و خدا است.

## ساختار شیمیایی

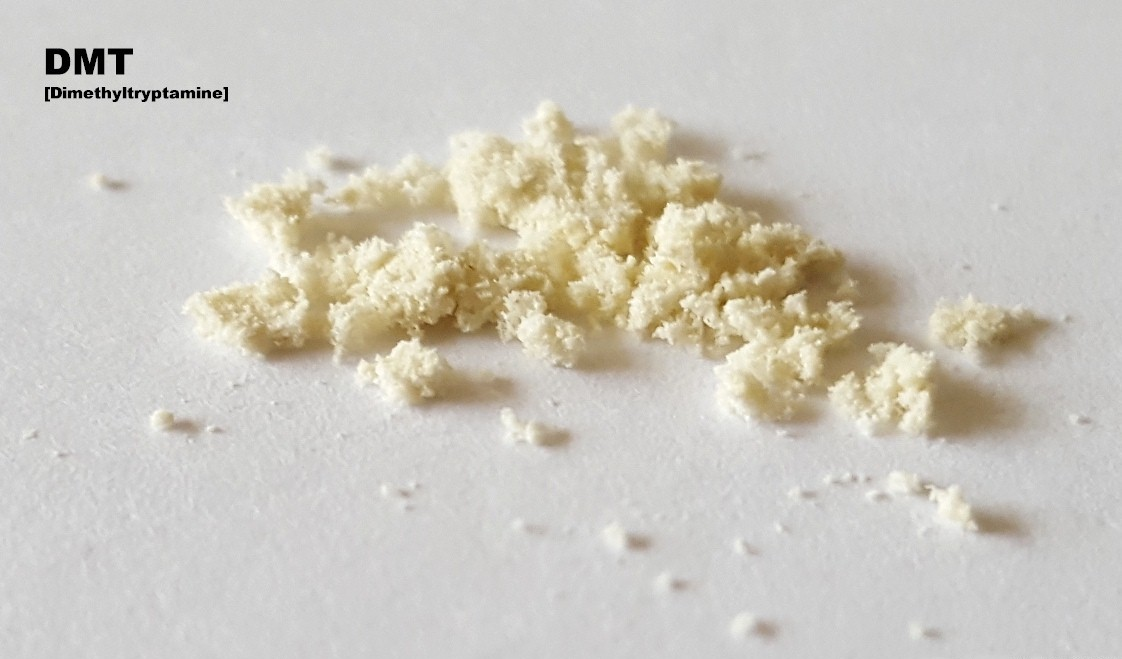
DMTبه شکل پودر

آنالوگ ساختاری دی‌ام‌تی با سروتونین و ملاتونین مشابه است. آنالوگ عملکردی آن مشابه با روان‌گردان‌های دیگر از خانوادهٔ تریپتامین مانند ۴-ای‌سی‌اُ-دی‌ام‌تی، ۵-ام‌ئی‌او-دی‌ام‌تی، ۵-اِچ‌اُ-دی‌ام‌تی، سیلوسایبین و سیلوسین می‌باشد. ۵-ام‌ئی‌او-دی‌ام‌تی ترکیبی روان‌گردان و بسیار قوی‌تر از خانوادهٔ تریپتامین می‌باشد که از دانه‌های گیاه یوپو جوپو به‌دست می‌آید. از آنجا که این ترکیب شکل و رنگی مشابه با دی‌ام‌تی دارد، از آن در بازار سیاه اشتباهاً به عنوان دی‌ام‌تی یاد می‌کنند. این ترکیب حداقل ۵ برابر قوی‌تر از دی‌ام‌تی معمولی است و مصرف‌کنندگان از سفرهای روان‌گردان بسیار سنگین مشابه با تجربه نزدیک به مرگ خبر داده‌اند.

## اثرات

### ماشین اِلف
یکی از تجربیات متداول مصرف دی‌ام‌تی دیدار با موجوداتی شبیه به انسان اما به گفته مصرف‌کنندگان بیگانه هستند. ترنس مک‌کنا مردم‌گیاه‌شناس و مدافع معروف مصرف روان‌گردان‌ها بعد از تجربیاتش با دی‌ام‌تی، نام ماشین الف را روی این ماده گذاشت.

## دارو شناسی
دی متیل تریپتامین یا دی ام تی در درجه اول آگونیست گیرنده سروتونین (5-HT) است و مانند بسیاری دیگر در کلاس خود ، تاثیر سایکدلیک آن را بیشتر می‌توان به اثرات آن بر روی زیر گیرنده 5-HT2A نسبت داد. این بر بسیاری از انواع دیگر گیرنده‌ها (به عنوان مثال ، گیرنده های دوپامین و سیگما) تأثیر می گذارد ، اما عواقب ناشی از این تداخلات به خوبی درک نشده است.

## مترادف‌ها
1. ↑  the spirit molecule
2. ↑  business trip